# Anacanthobatis marmoratus
Espèce
Synonymes
- Acanthobatis marmoratus (von Bonde & Swart, 1923)[1]
- Anacanthobatis dubius (von Bonde & Swart, 1923)[1]
- Leiobatis dubius von Bonde & Swart, 1923[2]
- Leiobatis marmoratus von Bonde & Swart, 1923[2]
- Springeria dubia (von Bonde & Swart, 1923)[1]

Statut de conservation UICN

 NT  : Quasi menacé
Anacanthobatis marmoratus est une espèce de raies de la famille des Anacanthobatidae.

## Distribution
Cette espèce se rencontre en hautes mers au large du Mozambique et de l'Afrique du Sud.

## Publication originale
- von Bonde & Swart, 1923 : « The Platosomia (skates and rays) collected by the S. S. Pickle ». Report Fisheries and Marine Biological Survey, Union of South Africa Rep., vol. 3, n. 5, p. 1-22.